# خوان سانشيز (سياسي)
خوان سانشيز (بالإسبانية: Juan Manuel Sánchez Gordillo )‏ (و. 1952  م) هو سياسي، ونقابي إسباني.

## مناصب
تولى منصب عمدة
- عضو برلمان أندلوسيا.

## التعليم
تعلم في جامعة إشبيلية.